# Malinowo Stare (gromada)
Malinowo Stare (od 29 II 1956 Laski Szlacheckie) – dawna gromada, czyli najmniejsza jednostka podziału terytorialnego Polskiej Rzeczypospolitej Ludowej w latach 1954–1972.
Gromady, z gromadzkimi radami narodowymi (GRN) jako organami władzy najniższego stopnia na wsi, funkcjonowały od reformy reorganizującej administrację wiejską przeprowadzonej jesienią 1954 do momentu ich zniesienia z dniem 1 stycznia 1973, tym samym wypierając organizację gminną w latach 1954–1972.
Gromadę Malinowo Stare z siedzibą GRN w Malinowie Starym (w obecnym brzmieniu Stare Malinowo)utworzono – jako jedną z 8759 gromad na obszarze Polski – w powiecie ostrołęckim w woj. warszawskim, na mocy uchwały nr VI/10/10/54 WRN w Warszawie z dnia 5 października 1954. W skład jednostki weszły obszary dotychczasowych gromad Laski Szlacheckie, Laski Włościańskie, Malinowo Nowe, Malinowo Stare, Seroczyn, Sokołowo i Wólka Seroczyńska ze zniesionej gminy Czerwin w tymże powiecie. Dla gromady ustalono 12 członków gromadzkiej rady narodowej.
Gromadę zniesiono 29 lutego 1956 przez przeniesienie siedziby GRN z Malinowa Starego do Lasków Szlacheckich ze zmianą nazwy jednostki na gromada Laski Szlacheckie.